# Uwe Block
Uwe Block (* 4. Juli 1946 in Bordesholm; † 13. März 2009 in Sigmaringen) war ein deutscher Musikverleger, Musikproduzent und Künstlermanager.

## Leben und Wirken
Der gelernte Industriekaufmann übernahm 1976 das Management von Supermax und erlebte mit der Popband 1978 den Hit Lovemachine mit. In den 1980er Jahren kam die Vorliebe für Hardrock des Led-Zeppelin-Fans in Form der Managementübernahme der Berliner Band Karo zum Tragen, die es aber nur zu einem einzigen Album brachte. Die Verbindung hatte sich über den Produzenten Peter Hauke ergeben, der sowohl Supermax als auch Karo in seinem Frankfurter Studio zu seinen Kunden zählte.
1984 gründete er die Mainhattan Musikverlag GmbH und die Mainhattan Music Production GmbH. Außerdem schloss er sich mit Bill Franzblau und Richard Sanders aus New York zum BFS Management zusammen. Zu seinen Schützlingen als Verleger, Manager oder Produzent gehörten in den späten 1980er und frühen 1990er Jahren unter anderem die Hard-Rock-Bands Craaft (wie schon die Vorgängerband Tokyo), Roko, Laos, The Mustard Seeds und die schwedischen Treat. Einen durchschlagenden Erfolg verzeichnete er dagegen mit einer eher soften österreichischen Band, nämlich mit Opus. Partizipieren konnte er des Weiteren von 1992 bis 1997 an der Weltkarriere der Scorpions, indem er sich in Kooperation mit dem amerikanischen Starmanagement McGhee Entertainment um die europäischen Geschäfte der Hannoveraner Gruppe kümmerte. Dass es ihm bei seinen Auslandsaktivitäten nicht immer um einen finanziellen Gewinn ging, zeigt seine lange Freundschaft mit dem Iron-Maiden-Manager. Zwischen 2004 und 2007 betreute er die schweizerische Hard-Rock-Band Gotthard. In dieser Zeit brachte er sie mit Fredrik Thomander und Anders Wikström zusammen. Steve Lee von Gotthard schrieb gemeinsam Lieder mit dem Songwriter- und auch späteren Treat-Musiker-Gespann, sodass Material für beider Platten entstanden ist.
Zu den drei Unternehmen kam 1993 eine Werbeagentur hinzu. Sie trug den Namen Mainhattan Media – Musik & Kommunikations GmbH mit Sitz in Obertshausen bei Offenbach. Sie erhielt Aufträge von namhaften Marken wie Mustang Jeans, Mercedes-Benz, Lufthansa, Media Markt, Aventis Pharma und Berentzen. Für Mustang entwickelte er unter der Bezeichnung JAM – Jeans And Music ein mediales Rundum-Konzept mit Präsenz im Print-, Radio-, Musikfernseh- und Festival-Sponsoring-Segment. Auch Media Markt setzte auf dieses Konzept und übertrug im Mai 1999 Mainhattan Media die Fortsetzung ihres Kundenmagazins Vision, das ab August 1999 Hotvision hieß und 2001 den Weg ins Internet fand.
Block unterhielt deutschlandweit zu vielen Branchenvertretern freundschaftliche Kontakte, unter anderem zum Konzertveranstalter Ossy Hoppe. Nach seinem Rückzug aus der Branche übersiedelte er von Heusenstamm nach Sigmaringen, wo er am 13. März 2009 verstarb.